# Катастрофа Convair 580 под Флоренсом
Катастрофа Convair 580 под Флоренсом — авиационная катастрофа, произошедшая ночью 13 августа 2004 года. Грузовой самолёт Convair CV-580 авиакомпании Air Tahoma (работала под торговой маркой авиакомпании DHL) выполнял плановый внутренний рейс MBA185 по маршруту Мемфис—Ковингтон, но при заходе на посадку в пункте назначения рухнул в лес и разрушился. Из находившихся на его борту 2 членов экипажа выжил 1.

## Самолёт
Convair CV-580 (регистрационный номер N586P, серийный 068) был выпущен в мае 1953 года. Оснащён двумя турбовинтовыми двигателями Allison 501-D13D. Эксплуатировался авиакомпаниями (изначально как пассажирский, с 1979 года как грузовой, с 1989 года под торговой маркой авиакомпании DHL):
- United Air Lines (UAL) (с 22 мая 1953 года по 28 ноября 1960 года),
- Lake Central Airlines (с 28 ноября 1960 года по 1 августа 1968 года, в обоих летал под постоянным б/н N73131),
- Allegheny Airlines (с 1 августа 1968 года по 14 марта 1978 года),
- Mountainwest Aviation (с 14 марта по ноябрь 1978 года),
- Sierra Pacific Airlines (с ноября 1978 года по 6 сентября 1979 года, во всех летал под постоянным б/н N5841),
- Summit Airlines (с 6 сентября 1979 года по сентябрь 1987 года),
- Corporate Air, Inc. (с сентября по 6 октября 1987 года, в обоих летал под постоянным б/н N535SA),
- European Air Transport (EAT) (с 6 октября 1987 года по 25 мая 2000 года, борт OO-DHC),
- Swiftair (с 25 мая 2000 года по 27 апреля 2004 года, борт EC-HMR).

27 апреля 2004 года был куплен авиакомпанией Air Tahoma и получил бортовой номер N586P. На день катастрофы налетал 67 886 часов.

## Экипаж
Экипаж рейса MBA185 состоял из двух пилотов:
- Командир воздушного судна (КВС) — 49-летний Бруно Пичелли (англ. Bruno Pichelli), канадец. Опытный пилот, в авиакомпании Air Tahoma проработал 25 дней (с 19 июля 2004 года). Управлял самолётами Lockheed L-188 Electra, Douglas DC-8 (оба в должности бортинженера) и Lockheed L-1011 TriStar (в должности бортинженера и затем второго пилота). В должности командира Convair CV-580 — с ноября 2002 года (до этого управлял им в качестве второго пилота). Налетал свыше 2500 часов, 1337 из них на CV-580 (88 из них в качестве КВС).
- Второй пилот — 37-летний Майкл Гелвикс (англ. Michael Gelwicks), американец. Опытный пилот, в авиакомпанию Air Tahoma устроился 5 мая 2004 года (проработал в ней 3 месяца) на должность второго пилота Convair CV-580. Управлял самолётами Boeing 727 (в должности бортинженера), Cessna 152 и Cessna 172 (оба в должности пилота-инструктора). Налетал 2488 часов, 145 из них на CV-580.

## Расследование
Расследование причин катастрофы рейса MBA185 проводил Национальный совет по безопасности на транспорте (NTSB).
Окончательный отчёт расследования был опубликован 2 мая 2006 года.

## Культурные аспекты
Катастрофа рейса 185 Air Tahoma показана в 25 сезоне канадского документального телесериала Расследования авиакатастроф в серии На холостом ходу.